# Eppelsheim-Formation

Links: Karte Rheinhessens mit Kennzeichnung der Ausbisse der Eppelsheim-Formation (Dinotheriensand) und des Verlaufs des Ur-Rheins.
Rechts: Stratigraphische Tabelle mit Formationen des Mittel- und Ober-Miozäns des Mainzer Beckens und benachbarter Tertiärbecken

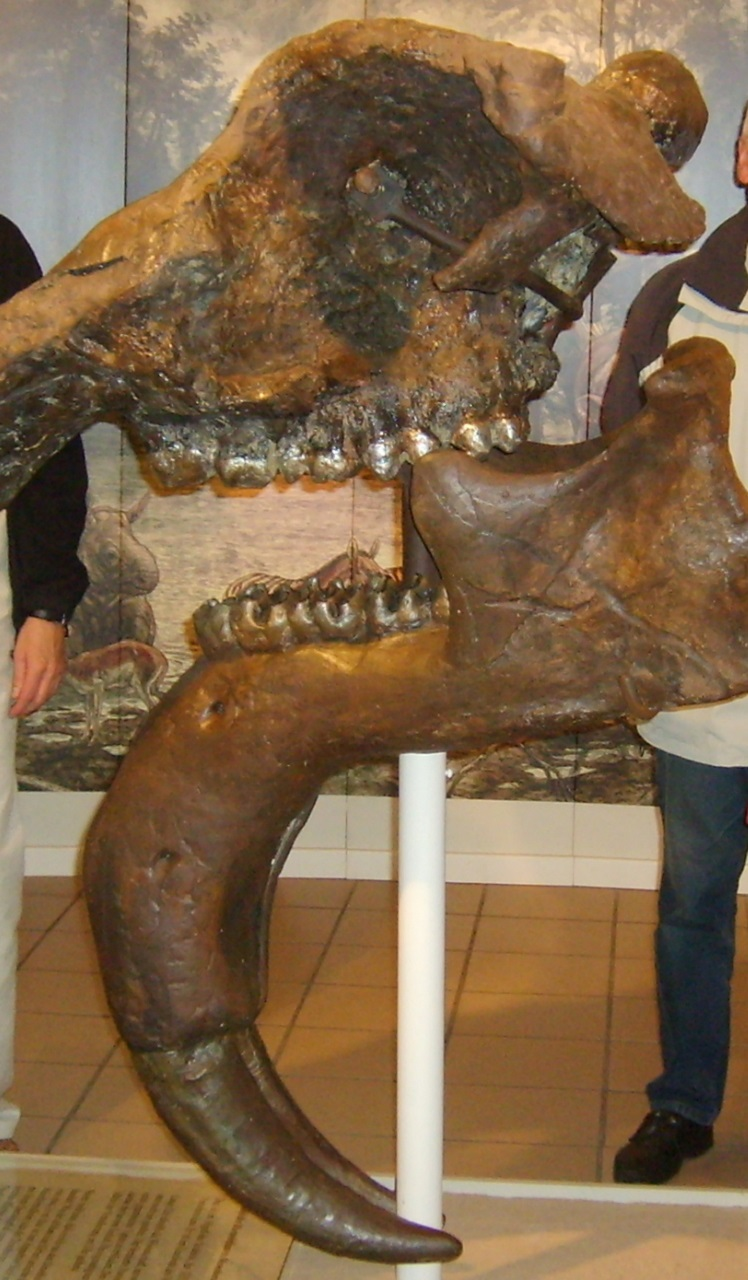
Abguss des 1835 in Eppelsheim gefundenen Deinotherium-Schädels im Dinotherium-Museum in Eppelsheim

Die Eppelsheim-Formation ist eine lithostratigraphische Gesteinseinheit im rheinhessischen Teil des Mainzer Beckens. Es handelt sich dabei um siliziklastische Ablagerungen des Ur-Rheins, die traditionell ins Ober-Miozän (Tortonium bzw. Vallesium) gestellt werden. Nach neueren Erkenntnissen beginnt die Sedimentation dieser Einheit aber bereits im Mittel-Miozän (Langhium). Ihre frühere Bezeichnung Dinotheriensand(e) fußt darauf, dass sie verhältnismäßig viele fossile Zähne und Knochen der Rüsseltier-Gattung Deinotherium enthalten.

## Geschichte
Die traditionelle Bezeichnung „Dinotheriensande“ geht maßgeblich auf den Darmstädter Paläontologen Johann Jakob Kaup (1803–1883) zurück, der 1829 das großwüchsige Rüsseltier Deinotherium giganteum aus diesen Ablagerungen erstbeschrieb. Fundort war eine Sandgrube bei Eppelsheim im Süden Rheinhessens. Der Gattungsname Deinotherium ging dann in leicht abgewandelter Form rasch auf die sandigen Ablagerungen über, aus denen auch heute noch immer wieder fossiles Material dieser Rüsseltiere geborgen wird. Daneben hat Kaup zahlreiche weitere fossile Säuger aus der Eppelsheimer Fundstätte untersucht und benannt. 2005 wurden die Dinotheriensande in Eppelsheim-Formation umbenannt. Die Umbenennung nach dem Typusvorkommen bei Eppelsheim erfolgte im Zuge der allgemeinen Anpassung der Namen der lithostratigraphischen Gesteinseinheiten Deutschlands an den internationalen Standard.

## Ur-Rhein
Der Ur-Rhein hatte im nördlichen Oberrheingebiet im jüngeren Miozän vor etwa 15 bis 10 Millionen Jahren einen anderen Lauf als der heutige Rhein. Er floss nicht im nördlichen Oberrheingraben und dann am Südrand des Taunus entlang von Osten zur Binger Pforte, sondern er floss schon ab Worms in westlicher Richtung, bog dann nach Norden ab und erreichte die Binger Pforte von Süden. Entlang dieser Route finden sich heute zahlreiche auflässige Sandgruben, in denen die Sande der Eppelsheim-Formation einst als Baumaterial abgebaut wurden und deren viele zugleich auch bedeutende Fossilfundstätten sind (siehe unten).

## Fossilfauna
Die Eppelsheim-Formation ist durch ihren Gehalt an fossilen Landwirbeltieren, insbesondere fossilen Säugetieren, unter Paläontologen weltweit schon seit dem 19. Jahrhundert bekannt. Die Funde stammen aus mehreren ehemaligen Sandgruben im Süden und Westen Rheinhessens. Dies sind vor allem die Sandgruben bei Westhofen, Dintesheim, Esselborn, Wahlheim, Kettenheim, Bermersheim, Gau-Weinheim sowie der Wißberg bei Gau-Weinheim und der Steinberg (Napoleonshöhe) bei Sprendlingen. Besonders ergiebig war und ist die „klassische“ Fundstätte bei Eppelsheim, aus der Kaup seinerzeit Deinotherium giganteum beschrieben hatte. Dort wurden außer mehreren Arten von Rüsseltieren (neben Deinotherium auch „Mastodonten“) vor allem Unpaarhufer geborgen, besonders häufig Urpferde der Gattung Hippotherium. Deutlich seltener sind Paarhufer, und am seltensten sind Raubtiere, Insektenfresser, Nagetiere, und Primaten. Der etwa 28 Zentimeter lange Oberschenkelknochen von Paidopithex rhenanus gilt als der historisch erste Fund eines „primitiven“ Menschenaffen (ein gibbonähnlicher Vertreter). Seit 1996 finden in der Lokalität Eppelsheim alljährlich wissenschaftliche Grabungen statt.
Zwei 2016 in der „klassischen“ Lokalität entdeckte, 9,7 Millionen Jahre alte Kronen eines linken oberen Eckzahns und eines oberen rechten ersten Backenzahns wurden von ihren Entdeckern – Mainzer Archäologen – in einer 2017 publizierten Beschreibung als „zwei Zähne eines offensichtlich bislang unbekannten Menschenaffen“ interpretiert. Dieser Einordnung der Funde, die in einem nicht peer-reviewten Hausblatt des Naturhistorischen Museums Mainz erschien, wurde von mehreren Paläoanthropologen umgehend widersprochen: Der Backenzahn ähnele dem eines im Rheinland seinerzeit verbreiteten, außerhalb der Menschenaffen stehenden Altweltaffen der Gattung Anapithecus, der Eckzahn stamme überhaupt nicht von einem Primaten, sondern sei ein abgebrochener Höcker des Backenzahns eines Hirsches.
Funde aus der Eppelsheim-Formation werden in etlichen Museen aufbewahrt und ausgestellt. Dazu gehören so bekannte, große Einrichtungen wie das Hessische Landesmuseum Darmstadt, das Naturhistorische Museum in Mainz und das Naturmuseum Senckenberg in Frankfurt am Main. Speziell den „Dinotheriensanden“ gewidmet ist das Dinotherium-Museum in Eppelsheim. Das ebenfalls in der Region gelegene Museum der Stadt Alzey hat ein paar Exponate zum Thema. In Flonheim befindet sich im Ortsmuseum der Originalfund eines Seekuhskeletts aus dem Ortsteil Uffhofen.

## Weiterführende Literatur
- Heinz Tobien: Bemerkungen zur Taphonomie der spättertiären Säugerfauna aus den Dinotheriensanden Rheinhessens. Weltenburger Akademie, Festschrift anlässlich des 60. Geburtstages von Prof. Dr. Erwin Rutte, 1983, S. 191–200
- Jens Sommer: Sedimentologie, Taphonomie und Paläoökologie der miozänen Dinotheriensande von Eppelsheim/Rheinhessen. Dissertation am Fachbereich Geowissenschaften der Johann Wolfgang Goethe-Universität in Frankfurt am Main, 2007
- Frank Holzförster, Jens Sommer, Ottmar Kullmer, Herbert Lutz: Der Obermiozäne Ur-Rhein bei Eppelsheim (Rheinhessen) und sein Bezug zur Tektonik des Mainzer Beckens. Mainzer naturwissenschaftliches Archiv. Bd. 46, 2008, S. 37–52
- Jens Sommer, Ottmar Kullmer, Herbert Lutz: Der Obermiozäne Ur-Rhein bei Eppelsheim (Rheinhessen) und sein Bezug zur Tektonik des Mainzer Beckens. Mainzer naturwissenschaftliches Archiv. Bd. 46, 2008, S. 37–52
- Ernst Probst: Der Ur-Rhein. Rheinhessen vor zehn Millionen Jahren. GRIN Verlag, München 2009. ISBN 978-3-640-24801-8

### Allgemein
- Jens Lorenz Franzen, Oldřich Fejfar, Gerhard Storch, Volker Wilde: Eppelsheim 2000 – new discoveries at a classic locality. S. 217–234 in: J. W. F. Reumer, W. Wessels (Hrsg.): Distribution and Migration of Tertiary Mammals in Eurasia. A Volume in Honour of Hans de Bruijn. Deinsea. Bd. 10, 2003 (PDF 1 MB)
- Jens Lorenz Franzen: Auf dem Grunde des Ur-Rheins – Ausgrabungen bei Eppelsheim. Natur und Museum. Bd. 130, Nr. 6, 2000, S. 169–180